# Štefanov nad Oravou
Štefanov nad Oravou (hongrois : Stepanó) est un village de Slovaquie situé dans la région de Žilina.

## Histoire
La première mention écrite du village date de 1355.

## Démographie

### Évolution de la population
| Année:               | 1994. | 2004.   | 2014.    | 2024.   |
| -------------------- | ----- | ------- | -------- | ------- |
| Nombre de personnes: | 553   | 599     | 670      | 700     |
| Différence:          |       | +8,31 % | +11,85 % | +4,47 % |

| Année:               | 2023. | 2024.   |
| -------------------- | ----- | ------- |
| Nombre de personnes: | 696   | 700     |
| Différence:          |       | +0,57 % |